# Judge Constance Harm
Judge Constance Harm is een personage uit de Amerikaanse animatieserie The Simpsons. Ze is een harde, disciplinaire en vaak ook onredelijke rechter. Ze deelt graag strenge straffen uit aan veroordeelden.

## Leven en werk
Harm is berucht om haar meedogenloze rechtspraak en gaat scherp om met mensen die persoonlijke kritiek op haar geven. Toen ze Bart veroordeelde tot een straf waarbij hij altijd en overal op zeven meter afstand van Lisa moest blijven vond Bart dat ze geen gevoel voor humor had. Het jongetje beweerde vervolgens dat dit ook de reden was waarom ze rechten had gestudeerd in plaats van een echtgenote te zoeken. Harm reageerde direct: "Ik heb een man!" en verhoogde de verbodsafstand van 7 naar 70 meter.
Judge Harm maakte haar debuut toen ze inviel voor Judge Snyder die op vakantie was. Het werd meteen duidelijk dat ze veel sadistischer is : Snyder had een beeldje van een vissende clown op zijn bureau, Harm heeft een guillotine.
Ondanks haar vaak harde aanpak is Judge Harm een capabele en belezen juriste. Toen Homer zich bankroet wilde verklaren en met diverse regels aankwam nam Harm daar geen genoegen mee. Ze maakte duidelijk dat Homer naar de oude wetten refereerde en dat hij nog steeds zijn schuldeisers moet betalen. Ze stelde hem onder financieel toezicht.
Judge Harm is een transseksuele vrouw. Dit was duidelijk toen ze tegen Bart zei: "Je doet me aan mijzelf denken toen ik nog een klein jongetje was.". Deze openbaring was een schok voor Snake die reageerde: "Zei ze dat ze vroeger een man was?".
Harm heeft ook Homer's rijbewijs afgenomen toen hij van de kade was afgereden omdat hij zoveel apparaten in zijn auto had laten bouwen dat hij niet meer op de weg lette. Ze sneed Homer's rijbewijs in stukken, legden de stukken onder de guillotine, voerde de snippers aan een stel honden waarna hen beval hun uitwerpselen te verbranden.

## Trivia
- Judge Harm is een parodie op de TV rechter Judge Judy. Een van Judy's bekende uitspraken is "Plas niet op mijn been en zeg me dat het regent". Harm zei: "Spuug niet op mijn taart en probeer me wijs te maken dat het glazuur is.".
- Haar naam is een woordspeling op de Engelse uitdrukking "constant harm" (voortdurende pijn).

Homer Simpson · Marge Simpson · Bart Simpson · Lisa Simpson · Maggie Simpson · Abraham Simpson · Patty en Selma Bouvier · Jacqueline Bouvier · Mona Simpson · Santa's Little Helper · Snowball II · Familie Bouvier
Jasper Beardley · Comic Book Guy · Eddie en Lou · Maude Flanders · Ned Flanders · Professor Frink · Barney Gumble · Julius Hibbert · Lionel Hutz · Eerwaarde Lovejoy · Kapitein Horatio McCallister · Hans Moleman · Bleeding Gums Murphy · Apu Nahasapeemapetilon · Mayor Joe Quimby · Dr. Nick Riviera · Agnes Skinner · Cletus Spuckler · Squeaky Voiced Teen · Disco Stu · Moe Szyslak · Kirk Van Houten · Luann Van Houten · Chief Clancy Wiggum
Gary Chalmers · Rod en Todd Flanders · Jimbo Jones · Kearney · Edna Krabappel · Otto Mann · Nelson Muntz · Martin Prince · Seymour Skinner · Milhouse Van Houten · Ralph Wiggum · Groundskeeper Willie · andere studenten
Montgomery Burns · Carl Carlson · Lenny Leonard · Waylon Smithers
Itchy en Scratchy · Kent Brockman · Krusty de Clown · Troy McClure · Rainier Wolfcastle · Radioactive Man
Snake · Kang & Kodos · Sideshow Bob · Fat Tony
Treehouse of Horror
Bart vs. the World · Bart Simpson's Escape from Camp Deadly · The Simpsons Arcadespel · Bart vs. the Space Mutants · Bart's House of Weirdness ·Bart vs. The Juggernauts · Krusty's Fun House · Bartman Meets Radioactive Man · Bart's Nightmare · The Itchy and Scratchy Game · Virtual Bart · Bart and the Beanstalk · Itchy & Scratchy in Miniature Golf Madness · Cartoon Studio · Virtual Springfield · Night of the Living Treehouse of Horror · Bowling · Wrestling · Road Rage · Skateboarding · Hit & Run · The Simpsons Game · The Simpsons: Tapped Out
The Simpsons · The Simpsons Pinball Party
Strips: Simpsons Comics · Bart Simpson serie · Itchy & Scratchy Comics · Bart Simpson's Treehouse of Horror · Futurama/Simpsons Infinitely Secret Crossover Crisis
Tijdschrift: Simpsons Illustrated
Boeken: Bart Simpson's Guide to Life · Family Album · Library of Wisdom · Complete Guides · Planet Simpson · The Simpsons and Philosophy
Actiefiguurtjes: World of Springfield
The Simpsons Movie
Bankgrap ·
Canyonero · 
D'oh! · 
Duff Beer · 
Schoolbordgrap · 